# 市道121号
市道121号（しどう121ごう）は、苗栗県通霄鎮から台中市大甲区日南を結ぶ、全長22.550kmの台湾の県道である。県道130号と重複区間がある。

## 通過する自治体
- 苗栗県
  - 通霄鎮
  - 苑裡鎮
- 台中市
  - 大甲区

## 接続する道路
- 県道128号
- 台1線
- 県道130号
- 県道149号
- 台1線

## 施設
- 苗栗県立南和国中学校